# Chikurin-ji (Kōchi)

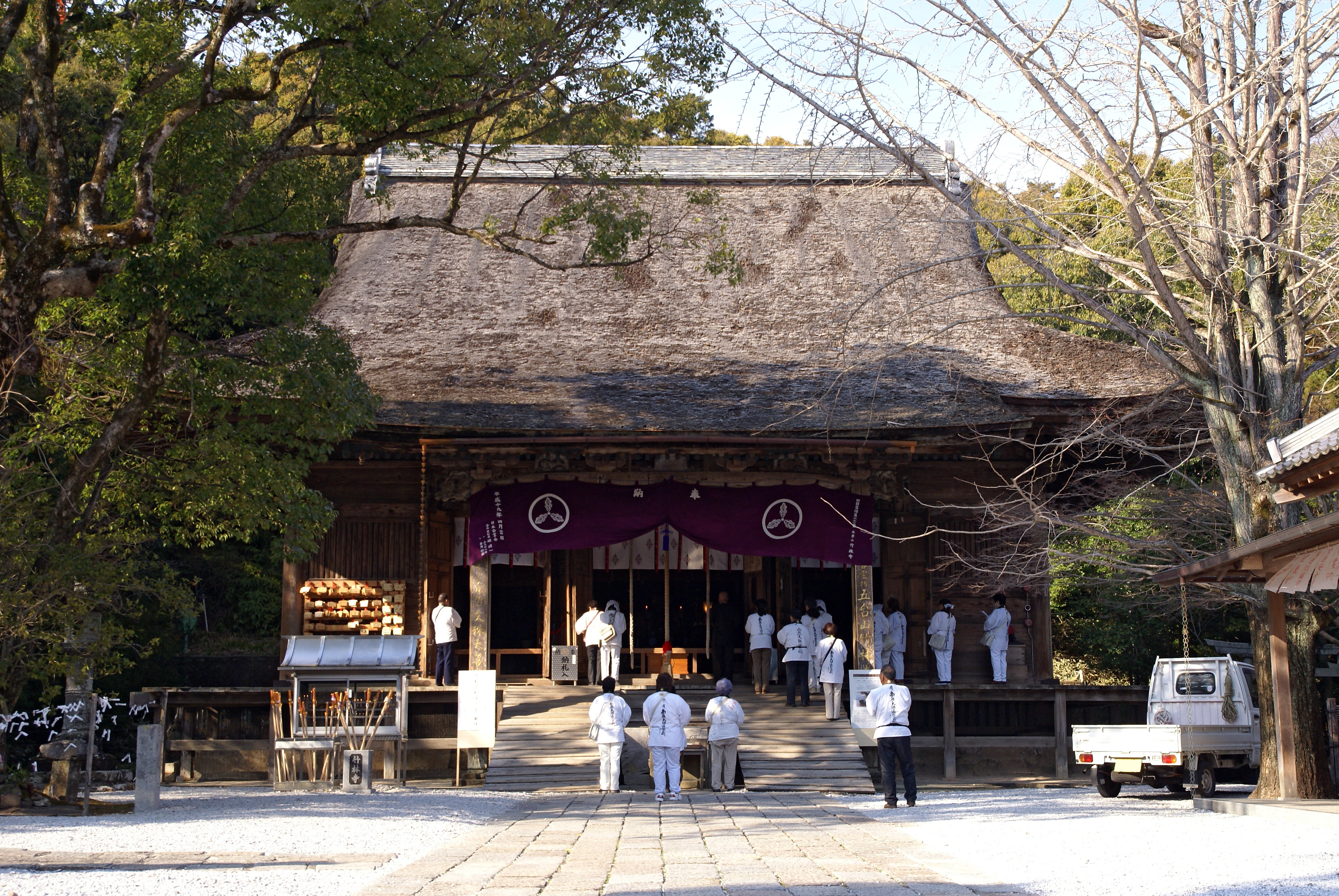
Haupthalle

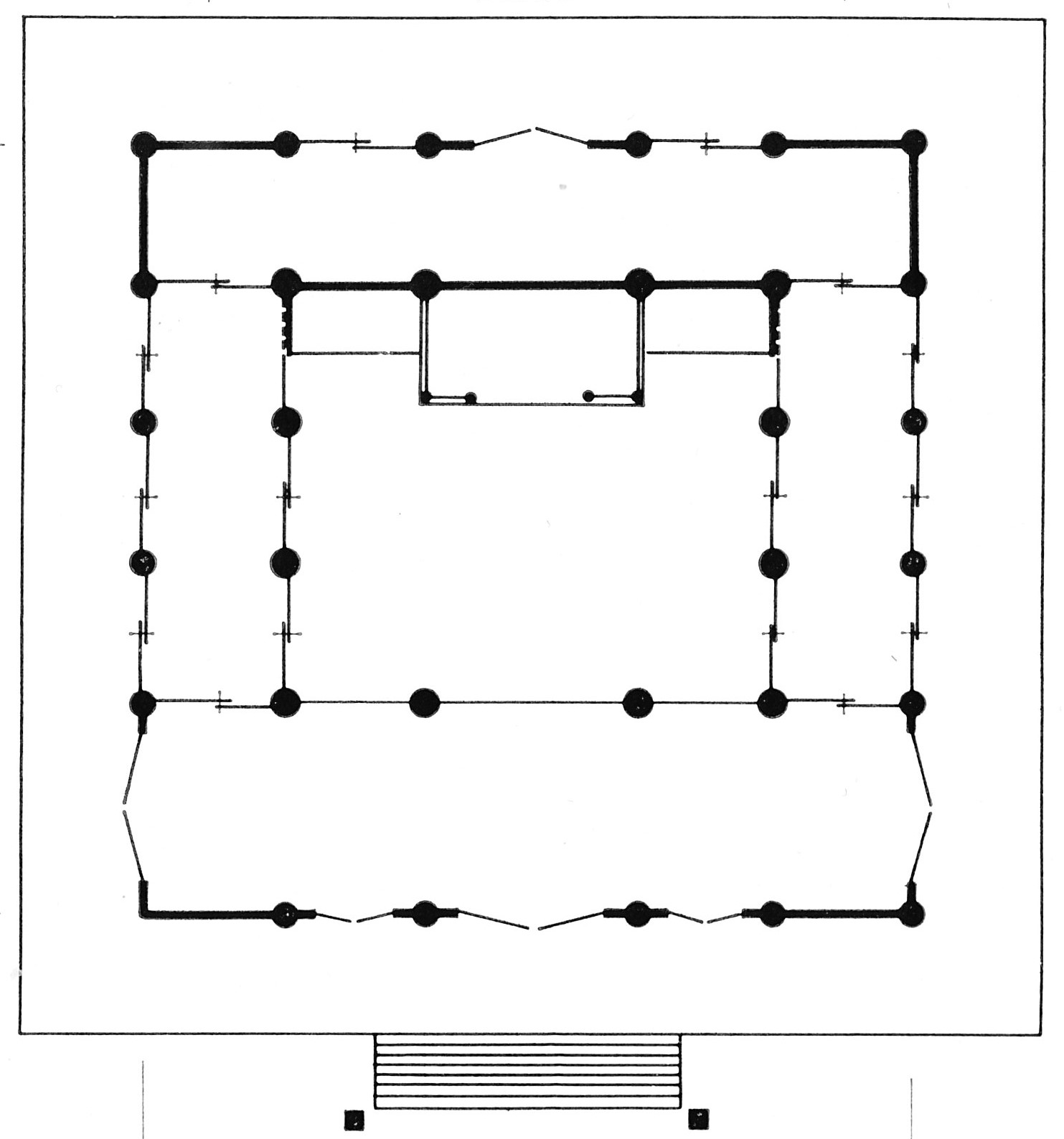
Haupthalle, Plan

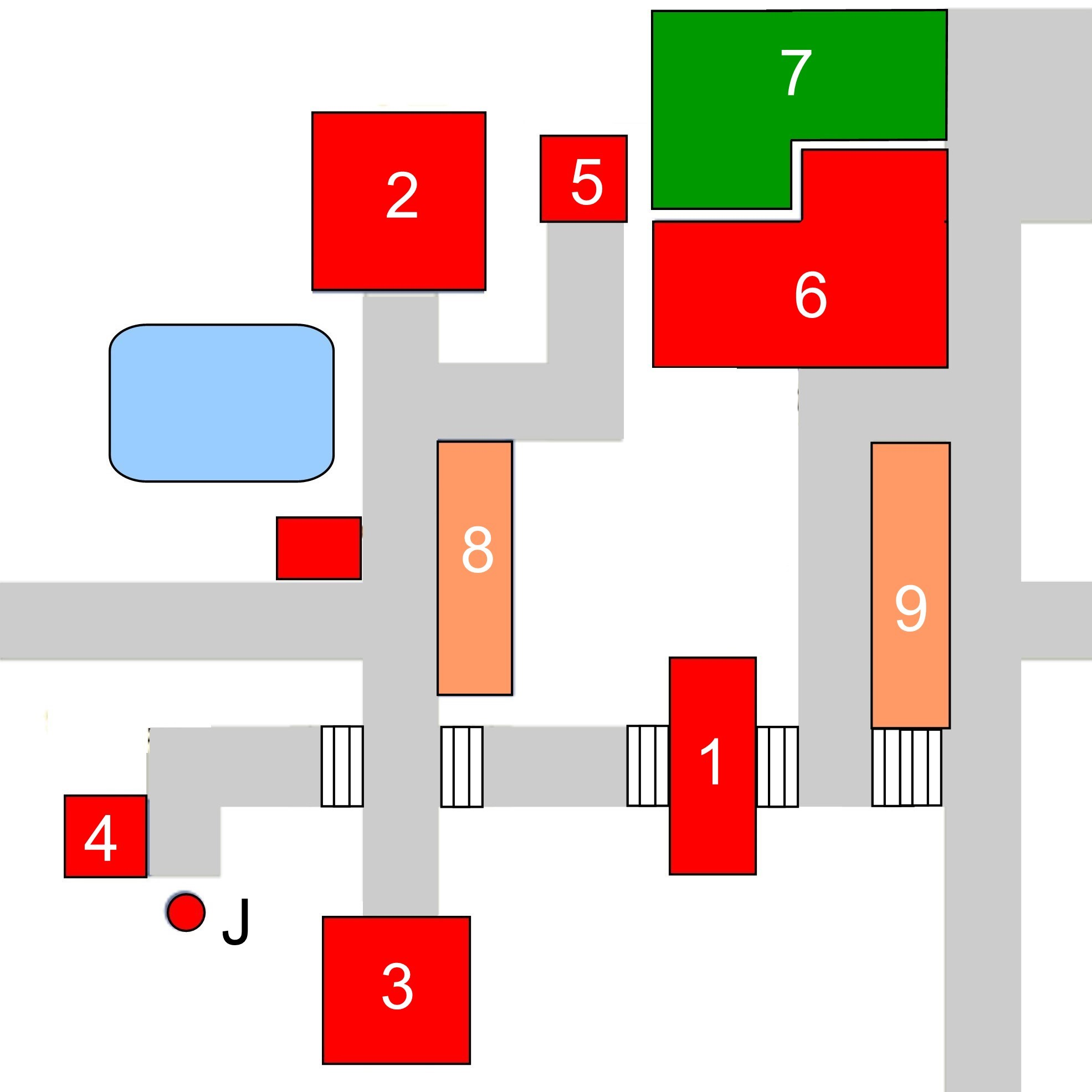
Plan des Tempels (s.Text)

Der Chikurin-ji (japanisch 竹林寺) in der Stadt Kōchi ist ein Tempel der Shingon-Richtung des Buddhismus. Er ist der 31. Tempel auf dem Shikoku-Pilgerweg.

## Geschichte
Der Überlieferung nach soll Kaiser Shōmu in einem tiefen Traum nach einem Tempelberg gesucht haben, der dem Wutaishan (五台山) in China ähnelte und ihn nahe Kōchi gefunden haben. Auf diesem, japanisch Godaisan genannten, Berg ließ er dann von dem Mönch Gyōki einen Tempel bauen. Später soll ihn Mönch Kūkai gefördert haben, und schließlich wurde er ein wichtiger Gebetstempel des in Kōchi herrschenden Yamanouchi-Klans.

## Die Anlage
Man betritt die Anlage durch das Tempeltor, das hier als Turm-Tor (楼門, Rō-mon; 1), also als zweistöckiges Tor mit Raum für die beiden Tempelwächter rechts und links vom Durchgang ausgeführt ist. Dann führt eine gewundene Kirschbaum-Allee hinauf zur Haupthalle (本堂 Hondō; 2), die als wichtiges Kulturgut (im Folgenden mit ◎ gekennzeichnet) registriert ist. Sie stammt aus der Bummei-Zeit (1469–1487), hat quadratischen Grundriss von 13,7 × 13,7 m, besitzt einen Holzfußboden und ein Fußwalmdach und ist von einer Galerie umgeben. Dort wird der Heilige Monju (文殊菩薩 Monju bosatsu; ◎), begleitet von Beschützern (侍者 Jisha), verehrt. Die Haupthalle wird daher auch Monju-Halle (文殊堂 Monju-dō) genannt. Die Gruppe soll von Gyōki geschnitzt worden sein, sie ist die älteste dieser Art in Japan.
Direkt neben der Haupthalle befindet sich der Pavillon, der den Heiligen gewidmet ist, der Seitendō (聖天堂; 5). Weiter daneben steht vor der Abtei das alte Gästehaus (客殿 Kyakuden; Wichtiges Kulturgut der Präfektur; 6), in dem sich der Daimyō und die höheren Samurai versammelten, bevor sie die Haupthalle zum Gebet aufsuchten. Der Tempelgarten (7) hinter der Abtei ist auf nationaler Ebene als schöne Ansicht (国名勝 Kuni meishō) registriert. Er soll von Musō Soseki angelegt worden sein.
Vor der Haupthalle steht die Halle, die dem Tempelgründer gewidmet ist, die Daishidō (大師堂; 3) aus dem Jahr 1644, in der Kūkai verehrt wird. – Geht man an ihrer Seite die Treppe hoch, kommt man zur fünfstöckigen Pagode (五重塔, Gojū-no-tō; 4), die im Stil der frühen Kamakura-Zeit aus dem Hinoki-Holz errichtet wurde. Ursprünglich besaß der Tempel eine dreistöckige Pagode, die aber durch einen Taifun im Jahr 1899 einstürzte. 1980 wurde die gegenwärtige Pagode errichtet. – Der Heilige Jizō (J) vor der Pagode wird „Ein-Wort-Jizō“ (一言地蔵 Hitokoto jizō) genannt, weil schon eine ganz kurze Bitte reicht, um erhört zu werden.
Auf dem Tempelgelände steht auch ein Empfangshaus für die Besucher (接待所, Settaijo; 8) und das Schatzhaus (宝物館, Hōmotsu-kan; 9).
Wenn man den Tempel durch das Westtor verlässt und den durch Lehmmauern gesäumten Weg hinauf geht, kommt man zum zu einer Aussichtsplattform des Godaisan-Parks. Dort befindet sich eine Bronzestatue des 27. Premierministers Hamaguchi Osachi, der aus Kōchi stammte.

## Schätze des Tempels
Im Schatzhaus werden buddhistische Skulpturen aufbewahrt, die allesamt als Wichtiges Kulturgut Japans registriert sind. Dazu gehört eine aus einem Stück Holz geschnitzte elfgesichtige stehende Kannonn, die 48,8 cm hoch ist und mit einem Überwurf über der Schulter etwas Besonderes ist. Sie könnte aus dem 10. bis 11. Jahrhundert stammen. – Zu den weiteren Schätzen gehören ein stehender Amida-Buddha aus Holz, 86,1 cm hoch, typisch für den Bildhauer Jōchō (gestorben 1057), die Leuchtenden Könige Daiitoku-myōō (大威徳明王) und Aizen-myōō (愛染明王), und die Himmelskönige Zōchō-ten (増長天) und Tamon-ten (多聞天).

## Bilder

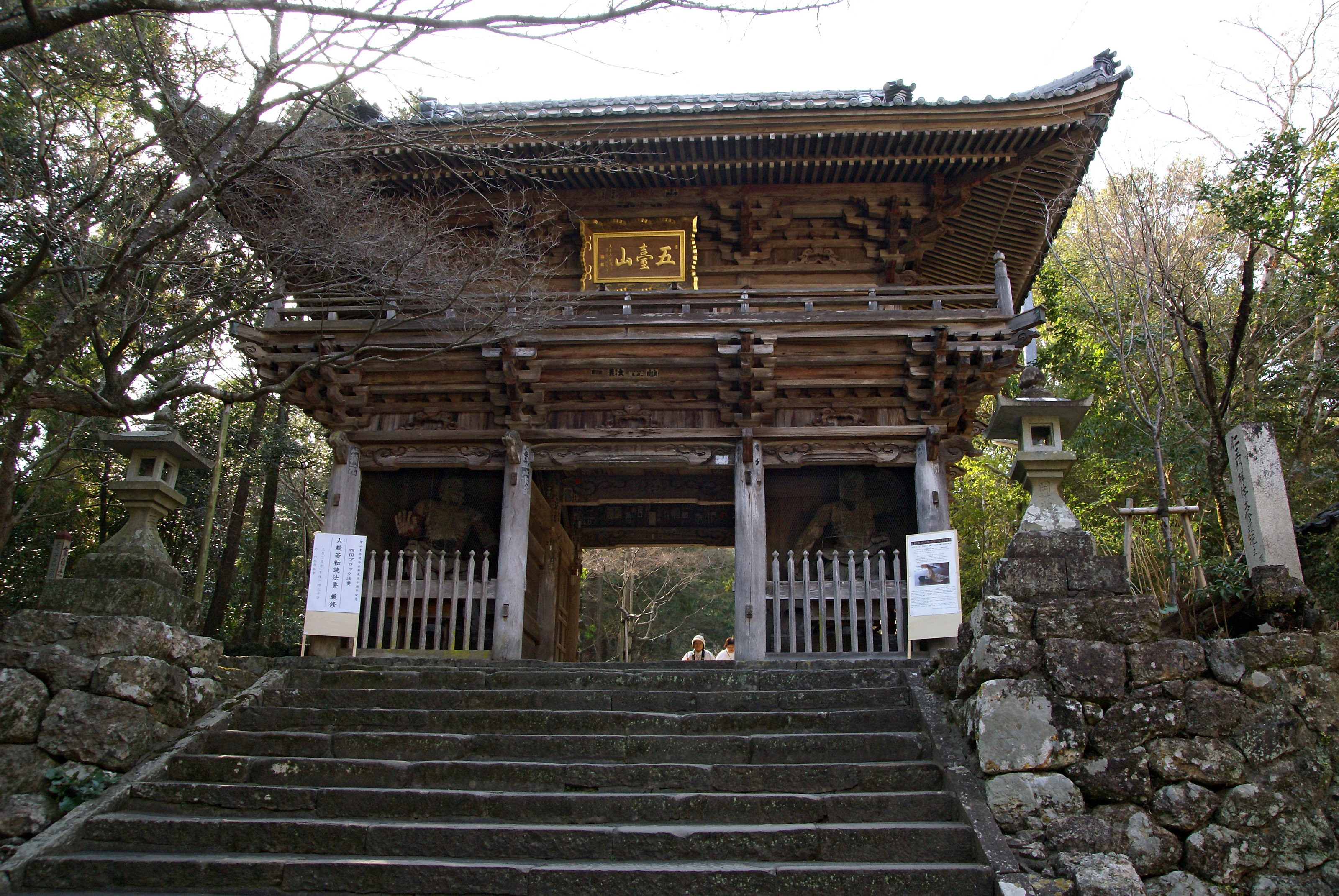
Tempeltor
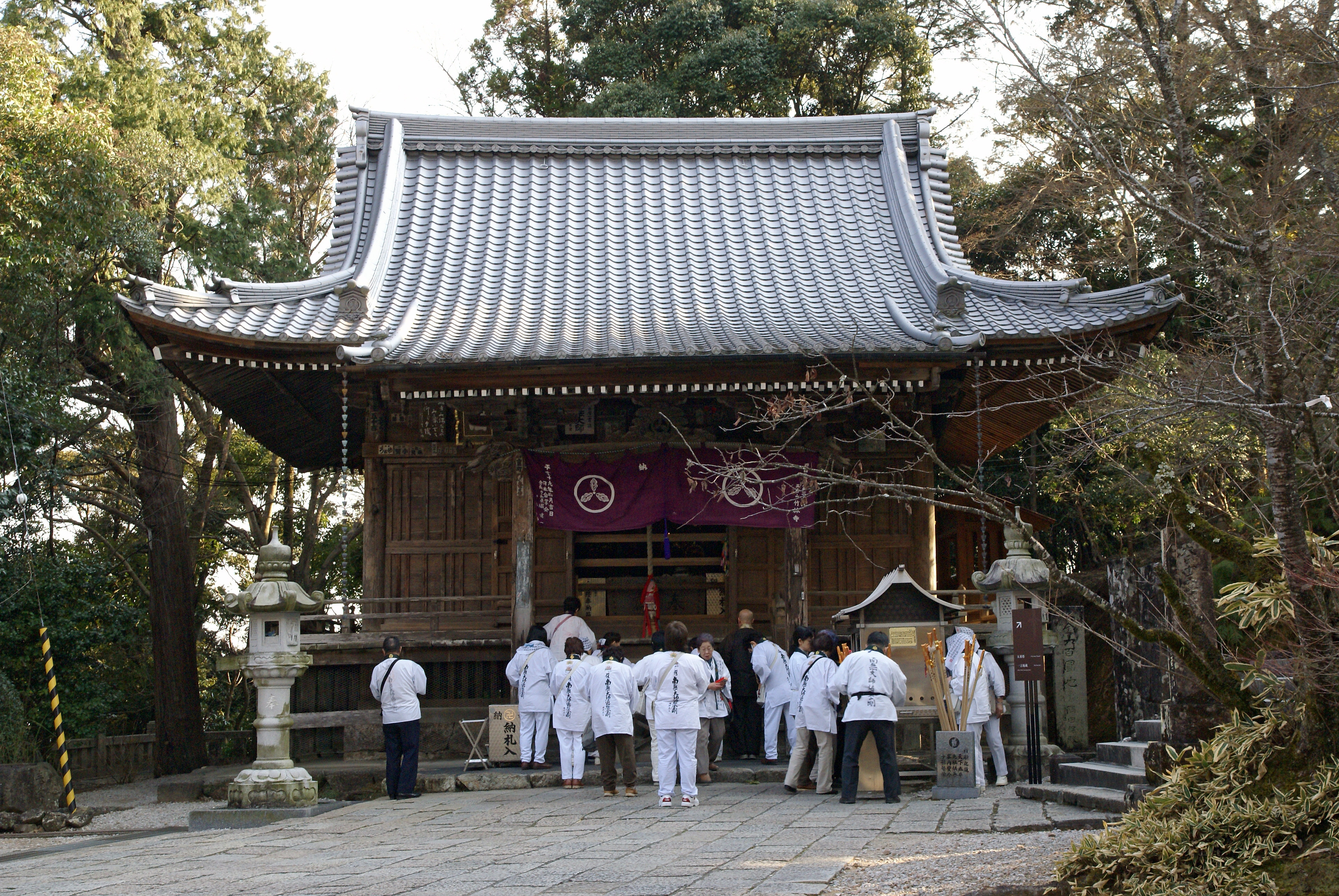
Daishi-Halle
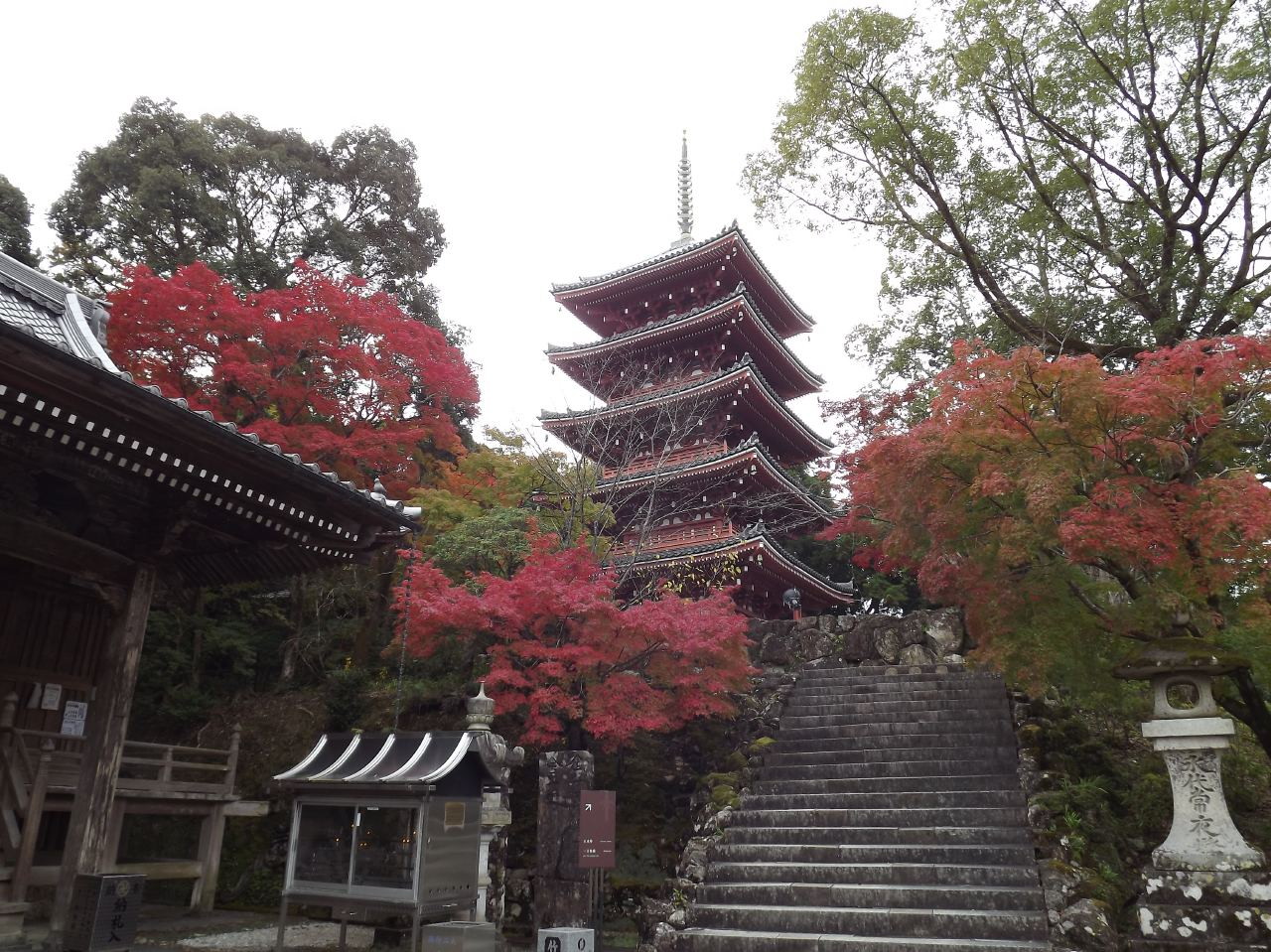
Treppe mit der Pagode
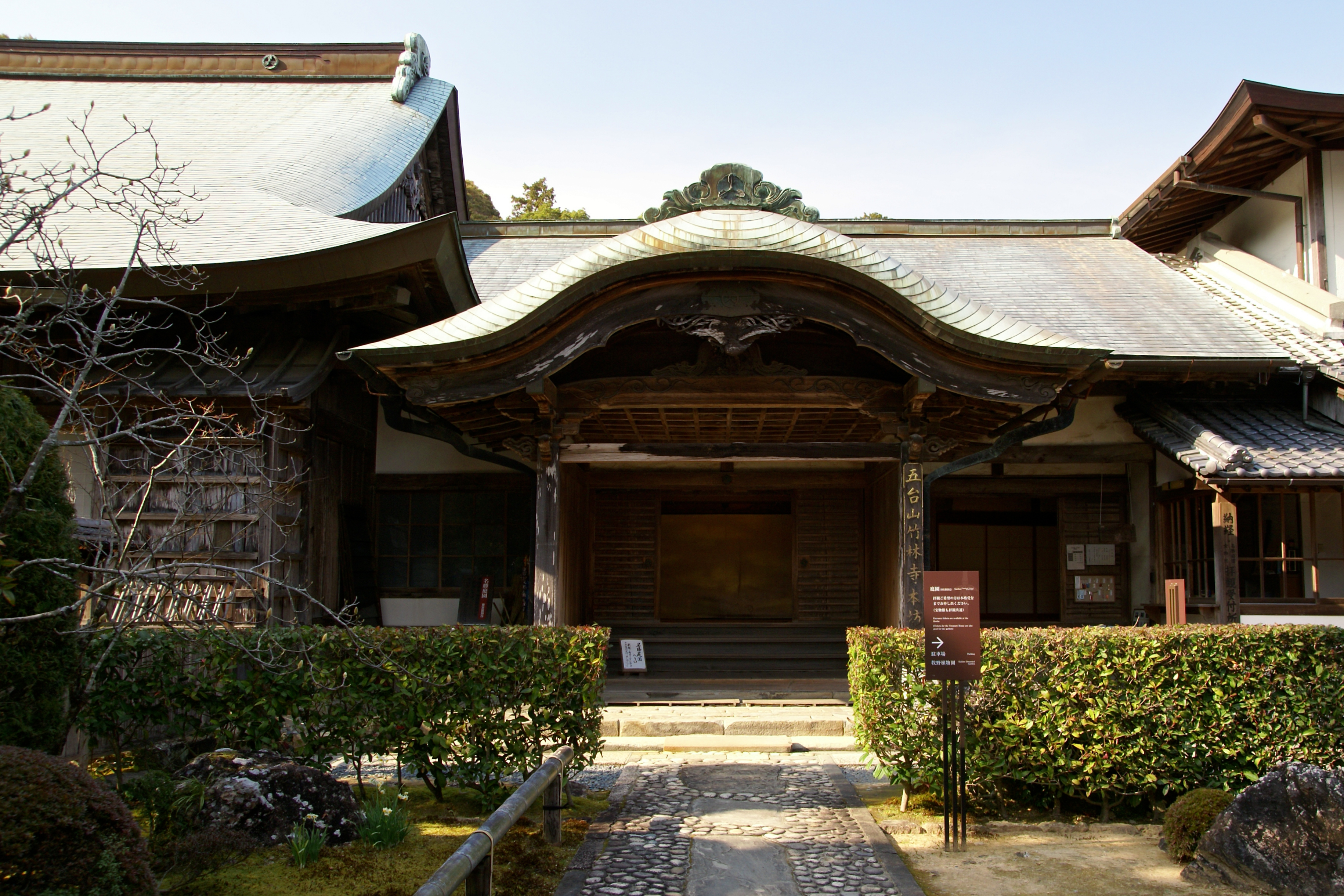
Abtresidenz und Gästequartier
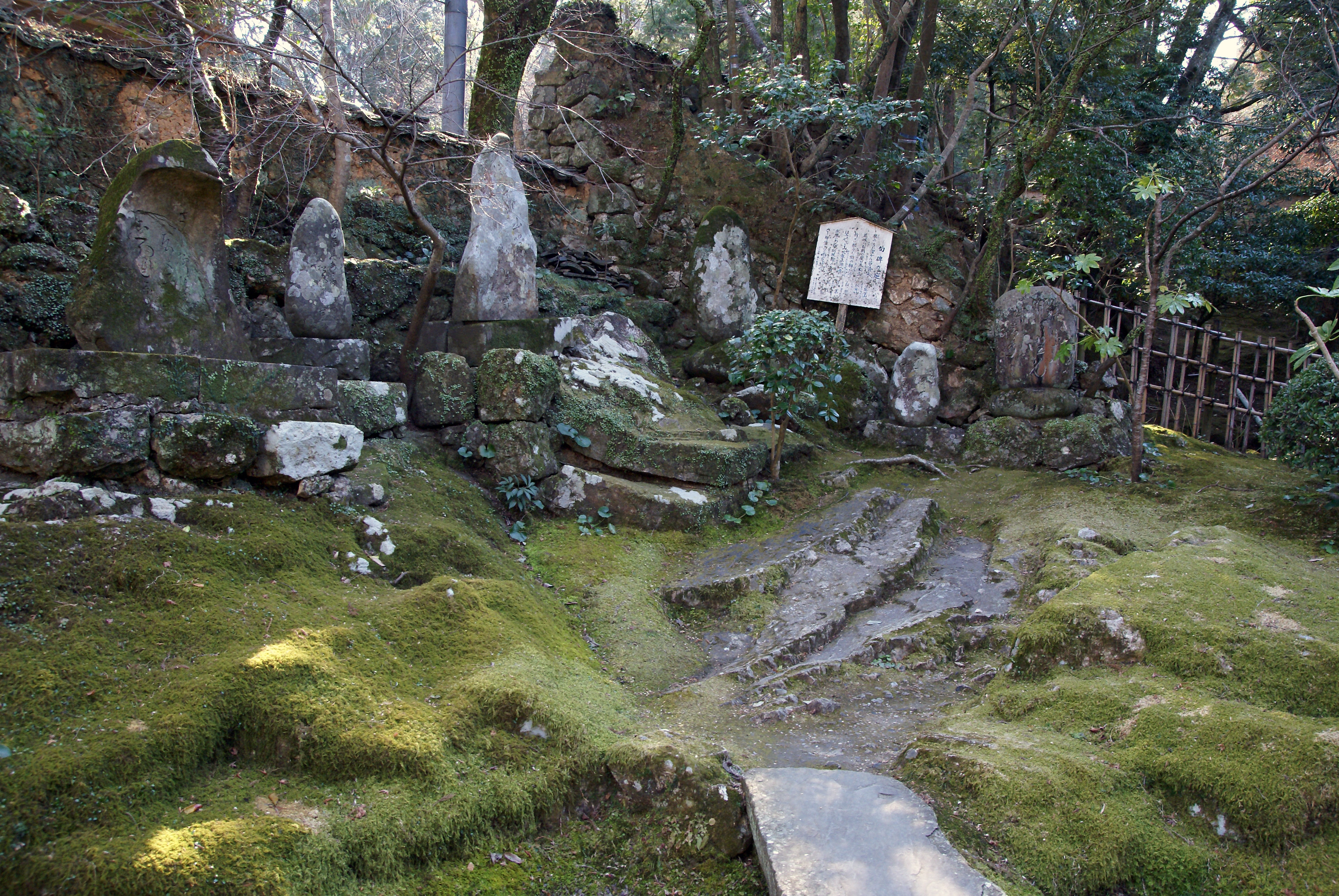
Im Garten der Residenz
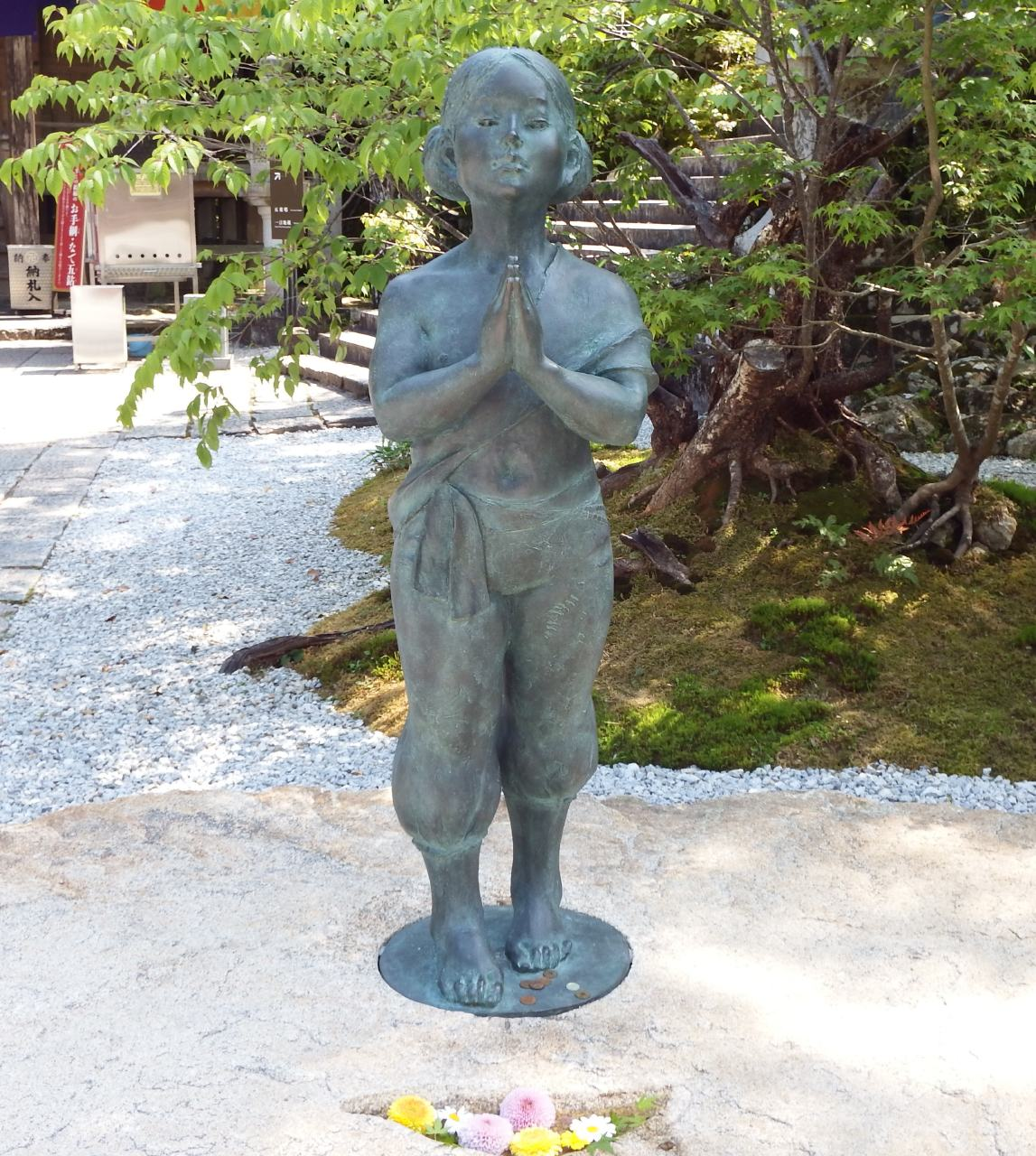
Sudhana[A 1]